# 인등산
인등산(人燈山)은 대한민국 충청북도 충주시 산척면 영덕리와 동량면 조동리에 걸친 산이다.

## 이름 유래
인근에는 천등산과 지등산이라는 산이 있다. 이 세 산의 흐름이 태극 무늬와 같다 해서, 천지인 사상에 입각해 붙여진 이름이다. 세 산을 한데 묶어 삼등산이라 부른다.

## 교통
- 충북선
  - 동량역
  - 삼탄역

옛 대한민국 철도청에서 해마다 관광열차를 운영했다고 한다.

## 참고 문헌
1. ↑  《정감록》에 따름.

## 같이 보기
- 인등터널